# 映画 プリキュアミラクルユニバース
『映画 プリキュアミラクルユニバース』（えいが プリキュアミラクルユニバース）は、2019年3月16日に公開されたアニメ映画。
キャッチコピーは「キラキラ星の世界へワープ☆ ミラクルライトの秘密を探しに行こう！」。

## 概要
プリキュアシリーズ生誕15周年記念作品。プリキュアシリーズのクロスオーバー作品としては12作目で、また同シリーズの映画作品としては通算26作品目に当たる。2018年10月27日に公開された『映画 HUGっと!プリキュア♡ふたりはプリキュア オールスターズメモリーズ』上映後の特報で制作が発表された。
本作品はプリキュアシリーズ20周年への第1歩となることを目指しており、それをタイトルにも表すためこれまで使用されていた「スターズ」は用いず、『スター☆トゥインクルプリキュア』が宇宙をテーマとすることを鑑みて「ユニバース」と付けられた。『プリキュアミラクルユニバース』というタイトルは脚本担当の村山功が脚本に書いていたものであり、語感の良さから正式タイトルに採用された。
前年公開の『映画 プリキュアスーパースターズ!』と同様に、本作品でも共演作を当時最新作であった『スター☆トゥインクルプリキュア』・『HUGっと!プリキュア』・『キラキラ☆プリキュアアラモード』という現役・前作・前々作の3作品に絞っており、メインで登場するプリキュアの総数も15人に留まっている一方、オープニングシーン・ミラクルライトを振るシーン・必殺技のシーンにて、『ふたりはプリキュア（ふたりはプリキュア Max Heart）』から『魔法つかいプリキュア!』までの過去作品のプリキュアも登場している。また、これまでの映画に登場していたミラクルライトが登場している。
ゲスト声優として、惑星ミラクルの大統領役に爆笑問題の田中裕二、他にいずれもシリーズ初出演となる小桜エツコ（ピトン役）と梶裕貴（ヤンゴ/宇宙大魔王役）、宇宙警備隊隊員役にお笑い芸人のゴー☆ジャスと脳みそ夫がそれぞれ出演する。この他、当時朝日放送テレビアナウンサーの川添佳穂、北海道テレビアナウンサーの福永裕梨、当時メ〜テレアナウンサーの徳重杏奈、気象予報士の依田司も出演する。
本作品でもミラクルライトによる鑑賞者参加型システムは継続、「ミラクル☆ユニバースライト」が児童客に配られる。恒例のプロローグでのミラクルライトの解説は、『スター☆トゥインクル』のフワとプルンスが担当。後半からは同じく『スター☆トゥインクル』のキュアスター、『アラモード』のペコリンといちご山の長老、そして本作品のゲストキャラであるピトンも加えて行われた。

### 興行成績
2019年3月16日・17日の公開初日2日間では、全国230スクリーンで22万1579人を動員、興収2億4835万1400円を記録し、映画観客動員ランキング（興行通信社調べ）で初登場第3位を記録した。前年春の『スーパースターズ!』（全国214スクリーン、動員20万2750人、興収2億2623万6600円）との比較で109.3%で、春公開作品としてはシリーズ最高記録となった。ぴあ調査の初日満足度ランキングでは満足度91.6を獲得し、第5位に入っている
その後も興行は順調に推移、2週目時点で累計動員46万人、興収5億2000万円、3週目時点で累計動員62万人、興収7億円を超えている。最終興収は9億4000万円。

## ストーリー
ミラクルライトを製造する工場がある惑星ミラクル。見習い職人のピトンが作ったミラクルライトから突如闇が発生し、たちまちミラクルステーションを覆い尽くしてゆく。
その頃、望遠鏡で星を見ていたひかる達は、突如宇宙にワープしてしまう。さらにHUGっと!プリキュア・キラキラ☆プリキュアアラモードの面々もワープしてきた。そこで一同は惑星ミラクルから脱出してきたピトンと、彼を追ってきた闇の魔物に遭遇し、プリキュアに変身して戦うが、魔物の圧倒的物量に押され、さらなるプリキュアの増援を呼ぶのに失敗して、あちこちの星に放り出される。その上、闇を呼び寄せた首謀者として、ピトンとプリキュア達は指名手配されてしまった。
まだ未完成のピトンのミラクルライトが完成すれば闇を消せるかもしれないと、一同はミラクルステーションへ向かう。他のミラクルライトが全て闇に呑まれた今、ピトンの持つミラクルライトが最後の希望だと譲渡を命じる大統領とピトンは押し問答になるが、ヤンゴが持っていた仕上げの液体をミラクルライトに垂らした途端、膨大な闇が溢れ出た。ヤンゴの正体は今回の事件の黒幕・宇宙大魔王だったのだ。

## 登場キャラクター

### スター☆トゥインクルプリキュア
プリキュア
星奈 ひかる（ほしな ひかる） / キュアスター
声 - 成瀬瑛美
ララ/ キュアミルキー
声 - 小原好美
ゆかりとあきら以外の『アラモード』のメンバーたちとともにパティシエ服を披露している。
天宮 えれな（あまみや えれな） / キュアソレイユ
声 - 安野希世乃
香久矢 まどか（かぐや まどか） / キュアセレーネ
声 - 小松未可子
宇宙妖精
フワ
声 - 木野日菜
本作品のみ成長前の姿で登場。
プルンス
声 - 吉野裕行

### HUGっと!プリキュア
プリキュア
野乃 はな（のの はな） / キュアエール
声 - 引坂理絵
『HUGっと!』の最終回での客演を踏まえ、ひかるとは既に面識がある描写も盛り込まれている。
薬師寺 さあや（やくしじ さあや） / キュアアンジュ
声 - 本泉莉奈
輝木 ほまれ（かがやき ほまれ） / キュアエトワール
声 - 小倉唯
愛崎 えみる（あいさき えみる） / キュアマシェリ
声 - 田村奈央
ルールー・アムール / キュアアムール
声 - 田村ゆかり
以下の妖精たちも含め、時系列上では未来世界に帰還した後であるが、作中においては特にその点については言及されていない。
妖精
はぐたん
声 - 多田このみ
ハリハム・ハリー
声 - 野田順子（ハムスター態） / 福島潤（人間態）
赤い星でルールーに抱き着こうとするも、顔面に蹴りを入れられて失神。その間に一同は宇宙パトロールに逮捕されたため、一人取り残されてしまうが、それが逆に幸いして、プリキュアが拘束された檻を破るのに貢献する。

### キラキラ☆プリキュアアラモード
プリキュア
宇佐美 いちか（うさみ いちか） / キュアホイップ
声 - 美山加恋
有栖川 ひまり（ありすがわ ひまり） / キュアカスタード
声 - 福原遥
立神 あおい（たてがみ あおい） / キュアジェラート
声 - 村中知
琴爪 ゆかり（ことづめ ゆかり） / キュアマカロン
声 - 藤田咲
剣城 あきら（けんじょう あきら） / キュアショコラ
声 - 森なな子
キラリン / キラ星 シエル（キラほし シエル） /  キュアパルフェ
声 - 水瀬いのり
妖精
ペコリン
声 - かないみか
フルーツの星での場面では人間の姿としても登場。

### 惑星ミラクル
本作品における主要な舞台。惑星ミラクルの大統領が統治している惑星。複数の星が繋がって構成されている。
惑星ミラクル本星
中心部となる都市「ミラクルステーション」の他、治安維持を目的とした警察組織「宇宙警備隊」やすべての宇宙を照らすミラクルライトが大量に製造されている「ミラクル工場」がある。
青の星
青空と雲が広がった星。ひかる・はな・さあや・ほまれ・フワ・プルンスが漂着した。ひかるが拾っていたピトンのミラクルライトによって闇の侵食を免れ、一同は闇からの脱出作戦を開始する。
赤の星
いつも火山が噴火している灼熱の星。えれな・まどか・えみる・ルールー・ゆかり・あきら・ハリーが漂着した。暑さに耐えきれず、みんなでルールーにくっつき、彼女の体内の冷却装置で涼んでいた。
緑の星
鳥人たちの住処にして、1年中果実に恵まれた星。ララ・いちか・ひまり・あおい・シエル・はぐたん・ペコリン・長老・ピトンが漂着した。住民は闇に怯えて隠れていたが、いちかたちが作ったスイーツで笑顔を取り戻す。
大統領
声 - 田中裕二（爆笑問題）
惑星ミラクルの大統領を務めるフクロウのような妖精。勇ましい老年風の出で立ちで、茶色と白色で構成された体色が特徴。白色が基調のスーツを着用し、頭部には白いシルクハットをかぶり、首元には赤色のスカーフを付けている。
ヤンゴ
宇宙大魔王を参照。
ピトン
声 - 小桜エツコ
惑星ミラクルの工場で「ミラクルライト」を作る見習い職人として働くヒヨコのような妖精。活発な少年風の出で立ちで、黄色い体色が特徴。同じく黄色が基調の宇宙服を着用し、背中には自身と同じサイズのロケットを背負っている。最初はプリキュアを「ダメダメのうそっこプリキュア」と失望していたが、ひかるたちの活躍と勇気に心を打たれ、やがて信頼するようになる。
宇宙警備隊隊員
声 - ゴー☆ジャス、脳みそ夫

### 本作品の敵
宇宙大魔王（うちゅうだいまおう）
声 - 梶裕貴
本作品における事件の首謀者。黒紫色の禍々しい太陽のような顔に、闇のエネルギーで構成された巨大な身体が特徴。一人称は基本的に「オレ」。
表向きは、宇宙警備隊の隊員にして惑星ミラクルの大統領に仕える側近を務める「ヤンゴ」として行動し、昔から抱いていた「応援する側から、応援される側になる」という野望を叶えるために惑星ミラクルの中で暗躍する。
劇中では語られていないが、元々は惑星ミラクルの惑星群に存在する「闇の星」がヤンゴの負の感情を増幅させ、彼を現在のような宇宙大魔王として覚醒させたという経緯をもつ。
終盤で本来の姿で行動を開始し、全宇宙の人々を闇に取り込んで支配下に置き、彼らにミラクルライトを闇に染めた「ダークライト」を渡して自分を応援するよう強制的に従わせ、プリキュア全員を戦闘不能状態にまで追い詰める。しかし、ミラクルライトを完成させたピトンの奮闘により状況が一転し、過去の歴代プリキュアと妖精たちを含む宇宙の人々によるミラクルライトを使った応援によって力を得たキュアスターたちに圧倒され、最終的にはプリキュアたちの浄化技である「ミラクルユニバース・トゥインクル」を受けてヤンゴの姿へと戻される。その後、宇宙警備隊員によって逮捕され、ミニ監獄に拘束されていたが、改心したらしく、新たなミラクルライトの完成を見届けた。
ヤンゴ
宇宙大魔王の正体。惑星ミラクルの大統領の側近。「宇宙警備隊」の指揮官も務める。
眼鏡をかけた青年風の出で立ちで、カラスのような黒い体色が特徴。同じく黒色が基調の宇宙服を着用し、首元には青色の蝶ネクタイを付けている。時々語尾に「カア」がつく。
大統領の命令で、プリキュアに成りすまし闇を呼び寄せた容疑でピトンやプリキュアたちを追跡し、他の宇宙警備隊員たちを率いて一部を除くプリキュアを捕縛した。ピトンと一緒にミラクルライトに引き寄せられてキュアスターたちと行動を共にすることになり、プリキュアとピトンの活躍を認めて、ピトンのミラクルライトを完成させるよう促す。
最終形態
宇宙大魔王が「ダークライト」を用いた応援によって強化された姿。カラスとヘビが合体したような黒緑色の巨体に、眼鏡をかけた禍々しく光る赤い目が特徴。
これまでよりも闇の力が強化されており、巨大な身体を拡散しながら宇宙中を闇に染める能力をもつ。また、巨大なくちばしを使って相手に突進することもできる。

#### 怪物
魔物（まもの）
声 - 藤井隼、松田修平
宇宙大魔王が発生させた無数の怪物たち。青緑色の鳥のようなエネルギー状の姿が特徴で、言葉を話さず唸り声をあげながら襲いかかる。本編では主に「闇」という名で呼ばれている。
覆い尽くしたものを闇に染める性質をもち、闇に染まった者は宇宙大魔王の支配下に置かれ、彼の命令のまま動かされてしまう。また、「ミラクルライト」の力を無力化させる効力がある。
本編序盤ではミラクルライトの工場に突如として出現し、そこで製造されていたミラクルライトや従業員たちを闇に染める行動に出る。中盤では世界を元に戻そうとするプリキュアと交戦になる。
終盤では正体を現した宇宙大魔王と一体化する形で吸収された。

### 過去作品の歴代プリキュア・歴代妖精・登場キャラクター
歴代プリキュアたちはピトンのミラクルライトによって呼ばれたが、パワー不足で来ることが出来ず、ミラクルライトを振ってキュアスターたちを応援した。
テレビシリーズやレギュラー単独映画のキャラクターだけではなく、『NewStage』シリーズに登場したキャラクターも本節にて記載する。
ふたりはプリキュア / ふたりはプリキュア Max Heart
美墨 なぎさ（みすみ なぎさ） / キュアブラック
声 - 本名陽子
雪城 ほのか（ゆきしろ ほのか） / キュアホワイト
声 - ゆかな
九条 ひかり（くじょう ひかり） / シャイニールミナス
メップル
ミップル
ポルン
ルルン
メンバーたちは地球の人々がダークライトで洗脳されたシーンで変身前の姿でも登場し、メップルらパートナー妖精たちは地球の人々がダークライトで洗脳されたシーンのみ登場。
ふたりはプリキュア Splash Star
日向 咲（ひゅうが さき） / キュアブルーム
美翔 舞（みしょう まい） / キュアイーグレット
Yes!プリキュア5 / Yes!プリキュア5GoGo!
夢原 のぞみ（ゆめはら のぞみ）/キュアドリーム
夏木 りん（なつき りん） / キュアルージュ
春日野 うらら（かすがの うらら） / キュアレモネード
秋元 こまち（あきもと こまち） / キュアミント
水無月 かれん（みなづき かれん） / キュアアクア
ミルク / 美々野 くるみ（みみの くるみ） / ミルキィローズ
シロップ
ミギリン
ヒダリン
シロップ（甘井シロー）、ミギリンとヒダリンはエンドカードのみ登場。
フレッシュプリキュア!
桃園 ラブ（ももぞの ラブ） / キュアピーチ
蒼乃 美希（あおの みき） / キュアベリー
山吹 祈里（やまぶき いのり） / キュアパイン
東 せつな（ひがし せつな） / キュアパッション
ウサピョン
ウサピョンはエンドカードのみ登場。
ハートキャッチプリキュア!
花咲 つぼみ（はなさき つぼみ） / キュアブロッサム
来海 えりか（くるみ えりか） / キュアマリン
明堂院 いつき（みょうどういん いつき） / キュアサンシャイン
月影 ゆり（つきかげ ゆり） / キュアムーンライト
スイートプリキュア♪
北条 響（ほうじょう ひびき） / キュアメロディ
南野 奏（みなみの かなで） / キュアリズム
黒川 エレン（くろかわ エレン） / キュアビート
調辺 アコ（しらべ アコ） / キュアミューズ
ピーちゃん
ピーちゃん（ノイズ、『スイート』最終回での白い姿）はエンドカードのみ登場。
スマイルプリキュア!
星空 みゆき（ほしぞら みゆき） / キュアハッピー
日野 あかね（ひの あかね） / キュアサニー
黄瀬 やよい（きせ やよい） / キュアピース
緑川 なお（みどりかわ なお） / キュアマーチ
青木 れいか（あおき れいか） / キュアビューティ
ドキドキ!プリキュア
相田 マナ（あいだ マナ） / キュアハート
菱川 六花（ひしかわ りっか） / キュアダイヤモンド
四葉 ありす（よつば ありす） / キュアロゼッタ
剣崎 真琴（けんざき まこと） / キュアソード
円 亜久里（まどか あぐり） / キュアエース
ベベル
ベベル（坂東いすず）はエンドカードのみ登場。
ハピネスチャージプリキュア!
愛乃 めぐみ（あいの めぐみ） / キュアラブリー
白雪 ひめ（しらゆき ひめ） / キュアプリンセス
大森 ゆうこ（おおもり ゆうこ） / キュアハニー
氷川 いおな（ひかわ いおな） / キュアフォーチュン
Go!プリンセスプリキュア
春野 はるか（はるの はるか） / キュアフローラ
声 - 嶋村侑
海藤 みなみ（かいどう みなみ） / キュアマーメイド
天ノ川 きらら（あまのがわ きらら） / キュアトゥインクル
紅城トワ（あかぎ トワ） / キュアスカーレット
パフ
アロマ
メンバーたちは地球の人々がダークライトで洗脳されたシーンで変身前の姿でも登場し、アロマは地球の人々がダークライトで洗脳されたシーンのほかにエンドカードでも登場。
魔法つかいプリキュア!
朝日奈 みらい（あさひな みらい） / キュアミラクル
声 - 高橋李依
十六夜 リコ（いざよい りこ） / キュアマジカル
花海 ことは（はなみ ことは） / キュアフェリーチェ
モフルン
メンバーたちは地球の人々がダークライトで洗脳されたシーンで変身前の姿でも登場し、モフルンは地球の人々がダークライトで洗脳されたシーンのほかにエンドカードにも登場。
キラキラ☆プリキュアアラモード
いちご山の長老
声 - 水島裕
ピカリオ
長老はいちかたち・ペコリンとともに宇宙へとワープして一緒に来ていたため、『HUGっと!』のメンバーたちと再対面と同時に『スター☆トゥインクル』のメンバーたちと初対面している。ピカリオ（リオ）はエンドカードのみ登場。
スター☆トゥインクルプリキュア
空見 遼太郎
声 - 多田野曜平
序盤とエピローグのみ登場。
プリキュアオールスターズNewStageシリーズ
グレル
エンエン
エンドカードのみ登場。

### その他
お天気キャスター
声 - 依田司（気象予報士）
ニュースキャスター
声 - 川添佳穂（ABCテレビアナウンサー（当時））
アナウンサー
声 - 徳重杏奈（メ〜テレアナウンサー（当時））、福永裕梨（HTBアナウンサー）、岡田理沙（KBCアナウンサー）

## 作品用語
ミラクル☆ユニバースライト
本作品におけるミラクルライト。先端に星型の黄色い蛍光部があり、その蛍光部には流れ星などが施されている。
柄の色は近年女児に人気とされるラベンダー色となっている。

### 合体技
プリキュア・スタートゥインクル
スター☆トゥインクルプリキュア初期メンバー4人で放つ映画限定技。スターカラーペンダントに変身用スターカラーペンを刺し4人で星を描いたあと、「プリキュア! スタートゥインクル!!」のかけ声で虹色の星型エネルギー派を放つ技。
プリキュア・ミラクルユニバース・トゥインクル
ミラクルユニバースverのスターカラーペンを使用した、全員での合体技。スター☆トゥインクルプリキュア4人で星を描き、スターの「プリキュア! ミラクルユニバース・トゥインクル!!」のかけ声で、スターが先頭に立ち、虹色のオーラをまといながら突撃する技。

## スタッフ
- 原作 - 東堂いづみ
- 監督 - 貝澤幸男
- 脚本 - 村山功
- 音楽 - 林ゆうき、橘麻美
- オリジナルキャラクターデザイン - 稲上晃、香川久、馬越嘉彦、川村敏江、高橋晃、佐藤雅将、中谷友紀子、宮本絵美子、井野真理恵
- キャラクターデザイン・総作画監督 - 松浦仁美
- 美術設定 - 升井秀光
- 美術監督 - 高木佑梨、渡辺佳人
- CGディレクター - 高橋友彦
- 色彩設計 - 竹澤聡
- 撮影監督 - 高橋賢司
- 制作担当 - 末竹憲
- アニメーション制作 - 東映アニメーション
- 制作 - 映画プリキュアミラクルユニバース製作委員会（東映アニメーション、東映、ABCアニメーション、バンダイ、ADKエモーションズ、マーベラス、木下グループ）
- 配給 - 東映

## 主題歌
オープニングテーマ「プリキュア!カナYell☆ミラクル」
作詞 - 六ツ見純代、作曲・編曲 - 三好啓太、歌 - 宮本佳那子
オープニングの尺が約20秒程度と短くなっている。
エンディングテーマ「WINくる!プリキュアミラクルユニバース☆」
作詞 - 青木久美子、作曲・編曲 - 奥田もとい、歌 - 北川理恵
Bメロ部分ではキュアスターによるダンスの解説が入っている。
公開と同時期の『スター☆トゥインクルプリキュア』のEDとしても使用され、1分30秒に編集の上、Bメロ部分が本編の映像に差し替えられている。
エンドカードではピトンの衣装を着たひかる・はな・いちかのほかに、一部の歴代妖精・一部の番外妖精・本作品を含んだ歴代映画のキャラクターも登場している。

## 関連商品
- 音楽CD『映画プリキュアミラクルユニバース主題歌シングル』（マーベラス/ソニー・ミュージックマーケティング、2019年3月13日発売、CD+DVD盤MJSS-09235〜6、通常盤MJSS-09237）
  - CD+DVD盤同梱DVDには「WINくる!プリキュアミラクルユニバース☆」のダンスレッスン映像を収録。
- 音楽CD『映画プリキュアミラクルユニバースオリジナルサウンドトラック』（マーベラス/ソニー・ミュージックマーケティング、2019年3月13日発売、MJSA-01270）
- DVD/BD『映画 プリキュアミラクルユニバース』（マーベラス/ポニーキャニオン、2019年7月10日発売[22]）
  - DVD特装版（PCBX-51784）/DVD通常版（PCBX-51785）/Blu-ray特装版（PCXX-50150）
  - 日本語字幕付、ピクチャーレーベル仕様。通常版は名場面ブロマイド3枚セットを同梱。特装版は、映像特典としてノンテロップOP/ED、完成披露試写舞台挨拶と初日舞台挨拶のダイジェスト映像、ダンスレクチャー映像、TVスポット&予告集を収録、スペシャルブックレットとミニクリアファイルを同梱。また、2019年9月に開催されたライブイベント「スター☆トゥインクルプリキュアLIVE2019 KIRA☆YABA!イマジネーションライブ」先行抽選応募券も封入。

### オリジナルサウンドトラック
2019年3月13日に発売された本作品のサウンドトラック。劇中で使われる林ゆうきと橘麻美によるBGMと主題歌の映画サイズバージョンを収録している。
1. プリキュア!カナYell☆ミラクル（映画サイズ）
2. 夜空いっぱいの星
3. 惑星ミラクルの異変
4. キラヤバ!大宇宙
5. 星の海でこんにちは
6. ミライクリスタル!ハート、キラッと!
7. キュアラモード・デコレーション! -Long version-
8. 輝け!私たちのパワー!
9. キラキラル充填完了!
10. スターカラーペンダント!カラーチャージ!
11. 宇宙に描くイマジネーション
12. プリキュアを呼ぼう!
13. ダメダメピト
14. ひかるの想い
15. レッツ・ラ・クッキング! 〜No Chorus version〜
16. スイーツがつなぐ想い
17. プリキュア指名手配!?
18. 包囲網を突破せよ
19. キラキラキラルン♪キラキラル♪
20. 闇を止める力
21. 希望の光をともして
22. 闇から脱出大作戦
23. ミラクルの光が消えるとき
24. こんなこともあろうかと…
25. 押し寄せる闇
26. 宇宙大魔王現る
27. 闇に挑むプリキュア
28. フレフレ、ピトン!
29. 伝説をまとう勇姿
30. 想いの輝きを信じて
31. 宇宙大魔王の恐怖
32. ピトンの涙
33. 輝け!ミラクル☆ユニバースライト
34. プリキュア!ミラクルユニバース・トゥインクル!
35. 星々を照らす光
36. WINくる!プリキュアミラクルユニバース☆（映画サイズ）